# Playlist: The Very Best of Kansas
Playlist:The Very Best of Kansas è un album di raccolta del gruppo rock progressivo statunitense Kansas, pubblicata nel 2008.

## Tracce
1. Can I Tell You
2. Song for America
3. Icarus
4. The Pinnacle
5. Carry On Wayward Son
6. What's On My Mind
7. Miracles Out Of Nowhere
8. Point of Know Return
9. Portrait (He Knew)
10. Dust in the Wind
11. People of the South Wind
12. Hold On